# 東前田駅
東前田駅（ひがしまえだえき）は、香川県木田郡前田村大字東前田（現在の高松市前田東町）にあった高松電気軌道（現在の高松琴平電気鉄道長尾線）の駅。
高田駅から瓦町駅側へ約510 mの場所、現在の東前田踏切の西側付近に位置した。

## 歴史
- 1912年（明治45年）：4月30日 高松電気軌道の駅として開業。
- 1934年（昭和9年）：廃止。

## 駅構造
単式ホーム1面1線を有する駅であった。

## 隣の駅
高松電気軌道
長尾線
西前田駅 - 東前田駅 - 高田駅